# Zelzal-3
Zelzal-3 (persa: زلزال-۳, que significa "terremoto") es un cohete de artillería guiado de propulsor sólido de fabricación iraní con un alcance de 200 km. Es una actualización del cohete Zelzal-2 con un alcance ligeramente mejorado y se mostró al público por primera vez en 2007. Una variante, el Zelzal-3B, tiene una ojiva más pequeña y un alcance de 250 km. La forma y las dimensiones del Zelzal-3 son casi idénticas a las de las versiones anteriores, excepto que la nariz tiene forma de cono en lugar de la forma de cúpula del Zelzal-2 y Zelzal-1. El Zelzal-3 ha recibido poco uso ya que el misil Fateh-110, mucho más preciso, también se desarrolló a partir del Zelzal-2.
Varias fuentes confunden el Zelzal-3 con el misil balístico Shahab-3.